# Pledging My Love
Pledging My Love is de vijfde aflevering van het zevende seizoen van het tienerdrama Beverly Hills, 90210, die voor het eerst werd uitgezonden op 18 september 1996.

## Verhaal
Kenny heeft een verrassing voor Valerie, hij heeft een appartement gehuurd waar ze alleen kunnen zijn. Op een avond hebben ze afgesproken in het appartement en Valerie heeft een uitgebreid diner gekookt maar Kenny komt niet opdagen. Als Valerie hem belt dan zit hij met zijn gezin in de auto en vertelt haar dat er iets tussen is gekomen en dat hij niet kan komen. Dit maakt Valerie boos en als hij langskomt om zijn excuses aan te bieden dan laat zij hem niet binnen. De volgende dag gaat zij langs bij zijn kantoor en dan maakt zij het weer goed.
Op Spirit Day geeft Milton een toespraak op de universiteit aan de aanwezige, waaronder CU-TV. die hier opnames van maken. Steve en zijn broeders van het KEG-huis hebben een grap bedacht. Ze rennen door het publiek helemaal naakt met alleen scheerschuim op sommige plekken. Ze rennen door het publiek en over een grasveld, als ze op het grasveld zijn dan springen ineens de sproeiers aan en spoelt het scheerschuim weg waardoor ze ineens helemaal naakt zijn. Het bestuur spreekt van een schande en wil dat de schuldige gepakt worden. Steve denkt dat ze er wel mee weg komen maar er zijn opnames gemaakt en dat vergroot hun pak kans. Milton vraagt aan CU-TV de banden maar Brandon weigert dit uit journalistieke bronbescherming en daarom gaat Milton naar Mark die de baas is van het tv-station. Hij dreigt hem met het stopzetten van de subsidie als ze de band niet afgeven. Mark gaat overstag en geeft hem de band, maar als ze hem willen bekijken zien ze alleen ruis. Het blijkt dat Tracy de band leeg gemaakt heeft met een sterke magneet. Dit uit loyaliteit naar Brandon die zij wel ziet zitten. Dit geeft Steve de kans om ermee weg te komen tot zijn grote opluchting.
Donna is bezig om naar aspirant leden te zoeken voor het Alpha-huis wat niet echt wil lukken maar dan komt ze een serveerster tegen in het café op de universiteit. Donna vindt dat ze er wel leuk uitziet en vraagt of ze interesse heeft. Ze heeft er wel oren naar en Donna neemt haar mee naar de toelatingscommissie. Ze wordt afgekeurd omdat ze er niet mooi genoeg uitziet volgens hen. Donna wil wraak nemen door haar een make over te geven en dan wordt ze wel toegelaten. Maar nu wijst zij hen af omdat ze niet bij een elitair clubje wil horen. Donna neemt om dezelfde redenen ook ontslag.
David heeft besloten om terug te keren naar de universiteit nu het werk vinden niet wil lukken.
Kelly gaat samen met Jimmy en David naar de Synagoge om de dagen van inkeer te vieren. Dit zijn de dagen tussen Rosj Hasjana en Jom Kipoer. In deze dagen kijkt het Jodendom terug op het afgelopen jaar en biechten hun zonden op. Dit helpt Jimmy om zijn aankomende dood te verlichten. Kelly gaat later langs bij Jimmy en hoort dan dat Jimmy op sterven ligt. Ze heeft het moeilijk om afscheid te nemen van hem, nadat Jimmy gestorven is helpt David haar om het te verwerken.

## Rolverdeling
- Jason Priestley - Brandon Walsh
- Jennie Garth - Kelly Taylor
- Ian Ziering - Steve Sanders
- Brian Austin Green - David Silver
- Tori Spelling - Donna Martin
- Tiffani Thiessen - Valerie Malone
- Joe E. Tata - Nat Bussichio
- Kathleen Robertson - Clare Arnold
- Dalton James - Mark Reese
- Jill Novick - Tracy Gaylian
- Nicholas Pryor - Milton Arnold
- Joseph Gian - Kenny Bannerman
- Michael Stoyanov - Jimmy Gold